# Thomas Kroll
Thomas Kroll (* 1965) ist ein deutscher Historiker mit Schwerpunkt vergleichende Sozial-, Politik- und Ideengeschichte vom 18. bis zum 20. Jahrhundert.

## Leben
Kroll studierte zwischen 1986 und 1992 an den Universitäten Köln, Bielefeld, Düsseldorf und Florenz Geschichte, Sozialwissenschaft und evangelische Theologie. Seinen Magister Artium erlangte er 1992 in Köln. In den Folgejahren arbeitete er bis 1997 in Düsseldorf an der Max Weber-Gesamtausgabe mit, um anschließend über den toskanischen Adelsliberalismus zu promovieren. Von 1998 bis 2001 arbeitete er am Deutschen Historischen Institut in Rom. Bis 2003 war er Lehrbeauftragter am Historischen Institut der Universität Salzburg und im Anschluss bis 2007 als Mitarbeiter an einem DFG-Projekt über Werner Sombart an der Universität Gießen beteiligt. Im Jahr 2005 schloss er seine Habilitationsschrift zu westeuropäischen kommunistischen Intellektuellen ab. Ein Jahr später erhielt er die Venia legendi für das Fach Neuere und Neueste Geschichte in Gießen.
Zum Sommersemester 2007 wurde Kroll zum Professor für Westeuropäische Geschichte an der Friedrich-Schiller-Universität Jena berufen. Seine Antrittsvorlesung 2009 hielt er zu westeuropäischen Sozialhistorikern.
Seit Dezember 2020 hat Kroll den Vorsitz der deutschen Sektion des römischen Istituto per la Storia del Risorgimento Italiano inne.

## Schriften (Auswahl)
- Die Revolte des Patriziats. Der toskanische Adelsliberalismus im Risorgimento (= Bibliothek  des  Deutschen  Historischen  Instituts  in Rom. Band 90) Niemeyer, Tübingen 1999, ISBN 3-484-82090-X (zugleich: Dissertation, Düsseldorf, 1997).
- Kommunistische Intellektuelle in Westeuropa. Frankreich, Österreich, Italien und Großbritannien im Vergleich (1945–1956). Böhlau, Köln 2007, ISBN 978-3-412-10806-9 (zugleich: Habilitationsschrift, Gießen, 2005/06).
- zusammen mit Hendrik Ehrhardt (Hrsg.): Energie in der modernen Gesellschaft. Zeithistorische Perspektiven. Vandenhoeck & Ruprecht, Göttingen 2012, ISBN 978-3-525-30030-5.
- zusammen mit Tilman Reitz (Hrsg.): Intellektuelle in der Bundesrepublik Deutschland. Vandenhoeck & Ruprecht, Göttingen 2013, ISBN 978-3-525-30045-9.
- zusammen mit Bettina Severin-Barboutie (Hrsg.): Wider den Kapitalismus. Antikapitalismen in der Moderne. Campus, Frankfurt am Main 2021, ISBN 978-3-593-51124-5.

## Belege
1. ↑  Webseite der deutschen Sektion des Istituto per la Storia del Risorgimento Italiano [14. April 2022].

| Personendaten    | Personendaten        |
| ---------------- | -------------------- |
| NAME             | Kroll, Thomas        |
| KURZBESCHREIBUNG | deutscher Historiker |
| GEBURTSDATUM     | 1965                 |